# Ariel Mangiantini
Ariel Hernán Mangiantini Micucci (Zárate, Provincia de Buenos Aires, Argentina, 25 de agosto de 1971) es un exfutbolista profesional argentino que se desempeñaba como delantero.

## Clubes
| Club                    | País      | Año       |
| ----------------------- | --------- | --------- |
| Defensores Unidos       | Argentina | 1992-1995 |
| Deportes Concepción     | Chile     | 1995      |
| Saltillo Soccer         | México    | 1996      |
| Lucchese                | Italia    | 1996      |
| Santiago Wanderers      | Chile     | 1997      |
| Defensores Unidos       | Argentina | 1997      |
| General Lamadrid        | Argentina | 1998      |
| Tristán Suárez          | Argentina | 1999-2000 |
| Temperley               | Argentina | 2000-2001 |
| Ferro Carril Oeste      | Argentina | 2001-2002 |
| Deportivo Cuenca        | Ecuador   | 2002      |
| Independiente Petrolero | Bolivia   | 2002      |
| Blooming                | Bolivia   | 2003      |
| Ferro Carril Oeste      | Argentina | 2003      |
| Real Potosí             | Bolivia   | 2004      |
| Fénix                   | Argentina | 2005-2007 |